# V373 Scuti
Nova V373 Scuti (sau Nova Scuti 1975) a apărut în 1975 în constelația Scutum și a avut magnitudinea 6.
Nova a fost descoperită la 15 iunie 1975 de către astronomul elvețian Paul Wild. A ajuns la magnitudinea maximă de 6, după care a evoluat rapid. În prezent, este o stea de magnitudine 18.
V373 Scuti a fost observată în octombrie 1975 de R. Lukas (Observatorul Wilhelm Foerster), LC Peltier (Delphos, Ohio) și de P. Garnavich (Bowie, Maryland).